# 鮑天琦
鮑天琦（1992年8月17日—），中國大陸女演員，出生於北京，毕业於2010级北京電影學院。2010年因與拍攝李少红導演的《紅樓夢 (2010年電視劇)|新紅樓夢》而进入演艺圈，2015年在《花千骨》中出演轻水而引起观众关注。近年来出演了《醉玲珑》、《月上重火》、《昔有琉璃瓦》等多部影视剧。目前为深蓝影业青出于蓝经纪签约艺人。

## 影视作品

### 电视剧
| 首播年份 | 剧名           | 角色           |
| 2010年   | 新紅樓夢       | 丰兒           |
| 2011年   | 大男當婚       | 小護士         |
| 2013年   | 花非花霧非霧   | 邵宣           |
| 2014年   | 刀客家族的女人 | 葛云霞（蛇娃） |
| 2014年   | 雙生花         | 白靜           |
| 2015年   | 花千骨         | 轻水           |
| 2016年   | 薔薇的戰爭     | 蔡伶俐         |
| 2017年   | 画心师         | 陆小曼         |
| 2017年   | 田姐辣妹       | 罗田歌         |
| 2017年   | 醉玲珑         | 定水           |
| 2018年   | 玄门大师       | 大小鏡靈       |
| 2020年   | 月上重火       | 上官箏         |
| 2021年   | 千古玦尘       | 常冬           |
| 2021年   | 我的邻居长不大 | 賈露欣         |
| 2022年   | 昔有琉璃瓦     | 傅乔木         |
| 未播     | 爱无痕         | 慕容萍         |

### 电影
| 上映年份 | 电影名                       | 角色         |  |
| 2012年   | 台北來的插班生               | 謝婉瑩(青年) |  |
| 2018年   | 青春的牙                     | 颜薇         |  |
| 2021年   | 女心理师之心迷水影(網絡電影) | 贺顿         |  |
| 2021年   | 女心理师之暗夜重生(網絡電影) | 贺顿         |  |
| 2023年   | 矩阵·梦迷宫                  | 张英楚       |  |

## 廣告
- 太平鳥服飾廣告
- 三元老北京酸奶
- 星之戀面巾纸
- 德爾廚具宣傳册封面
- 華碩記事本電腦
- 三星手機
- 高樂高
- 長城红酒
- 德國拜耳醫療器械
- 胸動力
- 3G手機宣傳片
- 康師傅香辣牛肉麵
- 中央電視台少兒頻道宣傳片
- 王老吉